# Don Collins
Donald "Don" Collins (Toledo, Ohio, 28 de noviembre de 1958) es un exjugador de baloncesto estadounidense que jugó 6 temporadas en la NBA, además de hacerlo en la CBA, en la USBL y cuatro temporadas en la liga francesa. Con 1,98 metros de estatura, jugaba en la posición de escolta.

## Trayectoria deportiva

### Universidad
Jugó durante 4 temporadas con los Cougars de la Universidad de Washington State, donde promedió 14,7 puntos y 5,2 rebotes por partido. Fue elegido Jugador del año de la Pacific Ten Conference en 1980.

### Profesional
Fue elegido en la decimoctava posición del Draft de la NBA de 1980 por Atlanta Hawks, donde solo jugó media temporada antes de ser traspasado a Washington Bullets a cambio de Wes Matthews. Jugó dos temporadas más en la capital, destacando la 1982-83, en la que promedió 11,8 puntos y 3,2 rebotes por partido.
Tras ser cortado por los Bullets, fichó como agente libre por Golden State Warriors, donde jugó una única temporada. La siguiente la comenzó en los Lancaster Lightning de la CBA, siendo requerido en el mes de marzo por su antiguo equipo de los Bullets, con quienes terminó la temporada jugando poco más de 8 minutos por partido. Regreso al año siguiente a los Lightning, que se habían trasladado a Baltimore, y posteriormente pasó a los Tampa Bay Thrillers, donde conseguiría su primer título de la CBA, algo que repetiría al año siguiente. También jugó dos temporadas en 1986 y 1987 con equipos de Tampa en la USBL, siendo en ambas ocasiones reconocido como el Mejor Jugador del Año de la liga.
Tras un breve paso por Milwaukee Bucks, decide continuar su carrera en la liga francesa fichando por el Limoges. Allí jugaría sus últimas cuatro temporadas como profesional, consiguiendo ganar 3 ligas y una Recopa de Europa en 1988, batiendo al Joventut de Badalona en la final.

## Estadísticas de su carrera en la NBA

### Temporada regular
| Año     | Equipo       | PJ  | PT | MPP  | %TC  | %3P  | %TL  | RPP | APP | ROB | TPP | PPP  |
| ------- | ------------ | --- | -- | ---- | ---- | ---- | ---- | --- | --- | --- | --- | ---- |
| 1980–81 | Atlanta      | 47  | -  | 25.2 | .434 | .000 | .846 | 4.0 | 2.4 | 1.5 | 0.2 | 12.7 |
| 1980–81 | Washington   | 34  | -  | 19.4 | .463 | .000 | .673 | 2.4 | 2.2 | 1.0 | 0.4 | 9.8  |
| 1981–82 | Washington   | 79  | 18 | 20.4 | .511 | .083 | .716 | 2.5 | 1.9 | 1.1 | 0.3 | 10.0 |
| 1982–83 | Washington   | 65  | 21 | 24.2 | .523 | .000 | .743 | 3.2 | 2.0 | 1.3 | 0.5 | 11.8 |
| 1983–84 | Golden State | 61  | 6  | 15.7 | .483 | .200 | .730 | 2.1 | 1.1 | 0.7 | 0.2 | 7.2  |
| 1984–85 | Washington   | 11  | 0  | 8.3  | .353 | .000 | .889 | 1.7 | 0.6 | 0.6 | 0.4 | 2.9  |
| 1986–87 | Milwaukee    | 6   | 0  | 9.5  | .357 | .000 | .714 | 2.5 | 0.3 | 0.3 | 0.2 | 4.2  |
| Total   | Total        | 303 | 45 | 20.2 | .485 | .069 | .749 | 2.8 | 1.8 | 1.1 | 0.3 | 9.8  |

### Playoffs
| Año     | Equipo     | PJ | PT | MPP  | %TC  | %3P  | %TL  | RPP | APP | ROB | TPP | PPP |
| ------- | ---------- | -- | -- | ---- | ---- | ---- | ---- | --- | --- | --- | --- | --- |
| 1981–82 | Washington | 7  | -  | 21.3 | .432 | -    | .714 | 3.1 | 0.9 | 0.6 | 0.1 | 6.1 |
| 1984–85 | Washington | 1  | 0  | 2.0  | .000 | .000 | .000 | 0.0 | 0.0 | 0.0 | 0.0 | 0.0 |
| Total   | Total      | 8  | 0  | 18.9 | .432 | .000 | .714 | 2.8 | 0.8 | 0.5 | 0.1 | 5.4 |